# Phạm Khắc Hy
Phạm Khắc Hy (16 tháng 2 năm 1912 – ?) là bác sĩ, chính khách và nhà ngoại giao người Việt Nam, từng giữ chức Đại sứ Việt Nam Cộng hòa tại Pháp.

## Tiểu sử
Phạm Khắc Hy sinh ngày 16 tháng 2 năm 1912 ở Ninh Bình, Bắc Kỳ, Liên bang Đông Dương.
Ông tốt nghiệp Trường Đại học Y Hà Nội và Đại học Y Paris, sau ra trường vào làm việc trong ngành y từ năm 1938 đến năm 1954.
Từ năm 1952 đến năm 1953, ông là Ủy viên Hội đồng Thành phố Hà Nội, rồi sau làm Ủy viên Hội đồng Liên minh Pháp tại Paris từ năm 1954 đến năm 1955.
Tháng 11 năm 1957, ông được bổ nhiệm làm Đại sứ Việt Nam Cộng hòa tại Pháp.
Năm 1961, Việt Nam Cộng hòa thiết lập quan hệ ngoại giao với Cameroon và Dahomey, ông kiêm nhiệm cả chức đại sứ tại Yaoundé.